# Juraj Bača
Juraj Bača (n. 17 martie 1977, Komárno, Republica Socialistă Cehoslovacia, Slovacia) este un caiacist ce a reprezentat Slovacia, medaliat olimpic. A participat la două ediții ale Jocurilor Olimpice (2000, 2004) în care a câștigat o medalie de bronz.